# Alloharpina
Alloharpina là một chi bướm đêm thuộc họ Geometridae.